# Radagaiso
Radagaiso (Século IV – Fiésole, 23 de agosto de 406) foi um chefe godo, pagão, que no ano 406 dirigiu uma invasão contra o Império romano do Ocidente. Seu exército, que constava de 20 000 guerreiros, conseguiu cruzar os Alpes e sitiar Florença, mas depois da chegada das tropas romanas dirigidas por Estilicão foi derrotado. Radagaiso foi executado ao tentar fugir.

## Antecedentes

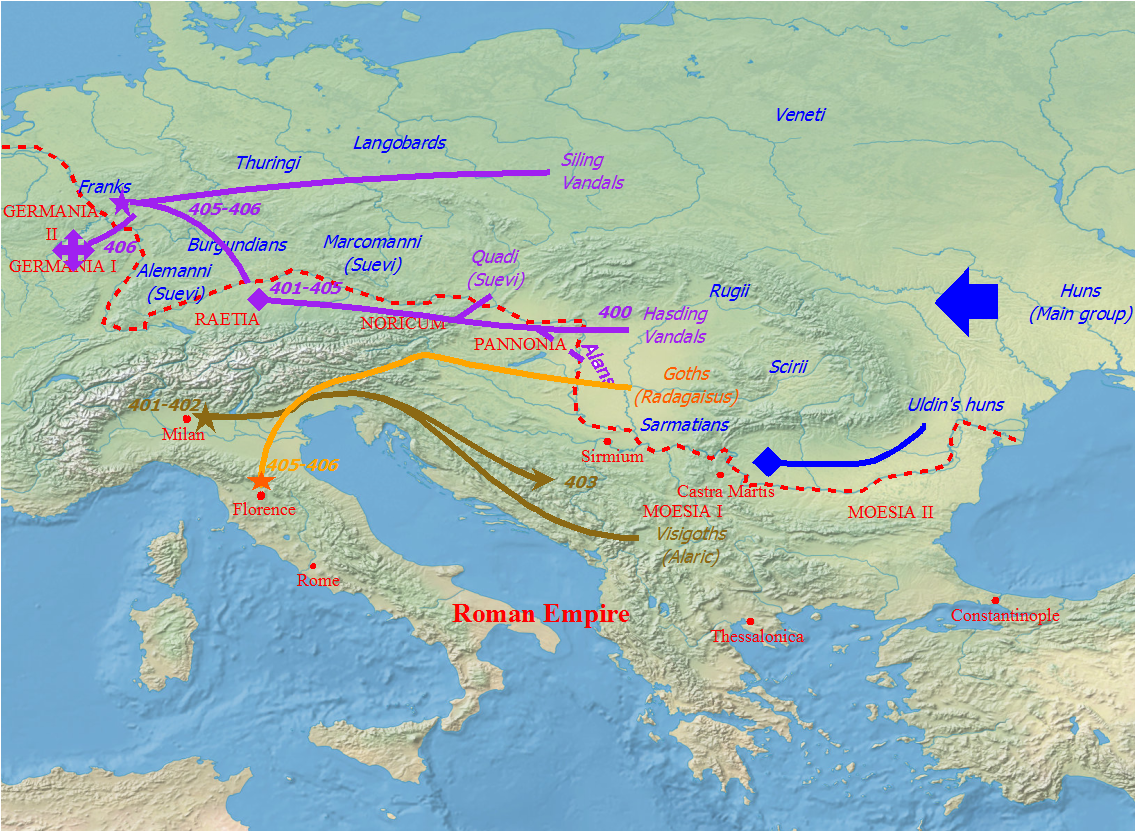
Movimento de grupos de invasores a princípios do século v. Em amarelo a provável rota de Radagaiso.

O ataque de Radagaiso foi uma das importantes incursões que teve que enfrentar o Império romano no        princípio do Século V, e cuja manifestação mais importante foi depois o saque de Roma por Alarico em 410, após o período de relativa tranquilidade que seguiu ao cruzamento do Danubio por tribos godas no ano 376 e à batalha de Adrianópolis do ano 378. Poucos meses depois, em 31 de dezembro de 406, um exército combinado de alanos, suevos e vândalos cruzou o Reno para o interior da Gália.
Segundo afirma a Chronica Gallica do ano 452, o exército de Radagaiso estava dividido em três unidades independentes, cada uma dirigida pelo seu próprio chefe. Poderiam estar aliados consigo um grupo de vândalos e alanos que tinham enfrentado os romanos em Recia em 401. Após a derrota, ter-se-iam reagrupado de novo no norte e seriam os mesmos que cruzaram o Reno no final desse ano.

## Ataque ao Império romano de Occidente (405-406)
Todas as fontes antigas coincidem em que Radagaiso, ao que às vezes tratam de «rei dos godos», comandava um contingente godo (com a única excepção de Zósimo, que o descreve como uma mistura de celtas e germanos, ainda que provavelmente confunde o episódio com a invasão da Gália pelo exército de alanos, suevos e vándalos).
Radagaisio iniciou sua marcha em 405, partindo provavelmente de algum ponto da planície húngara e atravessou, segundo sugerem os achados numismáticos, a área compreendida entre o este do Nórico e Panonia Superior para depois cruzar os Alpes precedido de um grande número de refugiados que fugiam ante o avanço de suas tropas. Os godos entraram em Itália através da rota de Aquileia e, uma vez chegados ao vale do Pó, encontraram escassa oposição e puderam mover-se e abastecer pelo norte durante quiçá mais de meio ano até que finalmente Radagaisio avançou até Florença.
Ante a grave ameaça que representava Radagaiso, Estilicão, general romano de origem parcialmente vândala, que era naqueles momentos o governante de facto do Império Romano do Ocidente, se viu obrigado a reunir um grande exército e, em Abril de 406, um decreto do imperador Honório chamava ao recrutamento de voluntários ao mesmo tempo em que se concentravam em Ticinum (Pavía) trinta regimentos (numerari), com um total aproximado de quinze mil homens, reforçados pelos godos e as unidades auxiliares alanas comandadas por Sarus, além das dos hunos de seu então aliado Uldino. Ainda que o tempo que demorou Estilicão em formar seu exército seja provavelmente a explicação do longo período em que Radagaiso teve liberdade de acção, a sua chegada mudou rapidamente a situação e os godos tiveram que levantar o lugar e retirar aos montes em torno de Fiésole, onde se viram por sua vez bloqueados.
Finalmente Radagaiso tratou de escapar, mas depois de sua captura foi executado o 23 de agosto de 406.
Santo Agostinho descreve assim o acontecimento:
Foi derrotado num dia, de forma tão rápida e total que nem mesmo um único romano foi ferido, muito menos morto, enquanto muito mais de 100 mil inimigos foram mortos, e Radagaiso e seus filhos foram capturados e prontamente mortos, recebendo a punição que mereciam. (Santo Agostinho, A Cidade de Deus (23))